# Sannerville
Sannerville ist eine französische Gemeinde mit 1884 Einwohnern (Stand 1. Januar 2022)  im Département Calvados in der Region Normandie; sie gehört zum Arrondissement Caen und zum Kanton Troarn. Die Einwohner werden Sannervillais genannt.

## Geographie
Sannerville liegt etwa zehn Kilometer östlich von Caen.
Umgeben wurde die Gemeinde Sannerville von den Nachbargemeinden Touffréville im Norden, Troarn im Osten, Banneville-la-Campagne im Süden, Démouville im Westen sowie Cuverville im Nordwesten.

## Geschichte
1059 wird der Ort als Salneri villa erwähnt.
Die Gemeinde Sannerville wurde am 1. Januar 2017 mit Troarn zur neuen Gemeinde Saline zusammengeschlossen. Die Fusion wurde mit Wirkung zum 31. Dezember 2019 annulliert.

## Geographie
Sannerville liegt circa 13 km östlich von Caen.
Umgeben wird Sannerville von vier Nachbargemeinden:
|            | Touffréville                                |        |
| Démouville | Kompassrose, die auf Nachbargemeinden zeigt | Troarn |
|            | Banneville-la-Campagne                      |        |

## Bevölkerungsentwicklung
| Jahr      | 1962 | 1968 | 1975 | 1982  | 1990  | 1999  | 2006  | 2012  | 2022  |
| Einwohner | 649  | 711  | 849  | 1.504 | 1.529 | 1.624 | 1.558 | 1.756 | 1.884 |

Quelle: INSEE

## Sehenswürdigkeiten
- Kirche Notre-Dame-de-la-Nativité aus dem 14. Jahrhundert
- Merowingernekropole aus dem 6. Jahrhundert
- Britischer Militärfriedhof aus dem Zweiten Weltkrieg mit 2.175 Gräbern
- Waschhaus

## Gemeindepartnerschaften

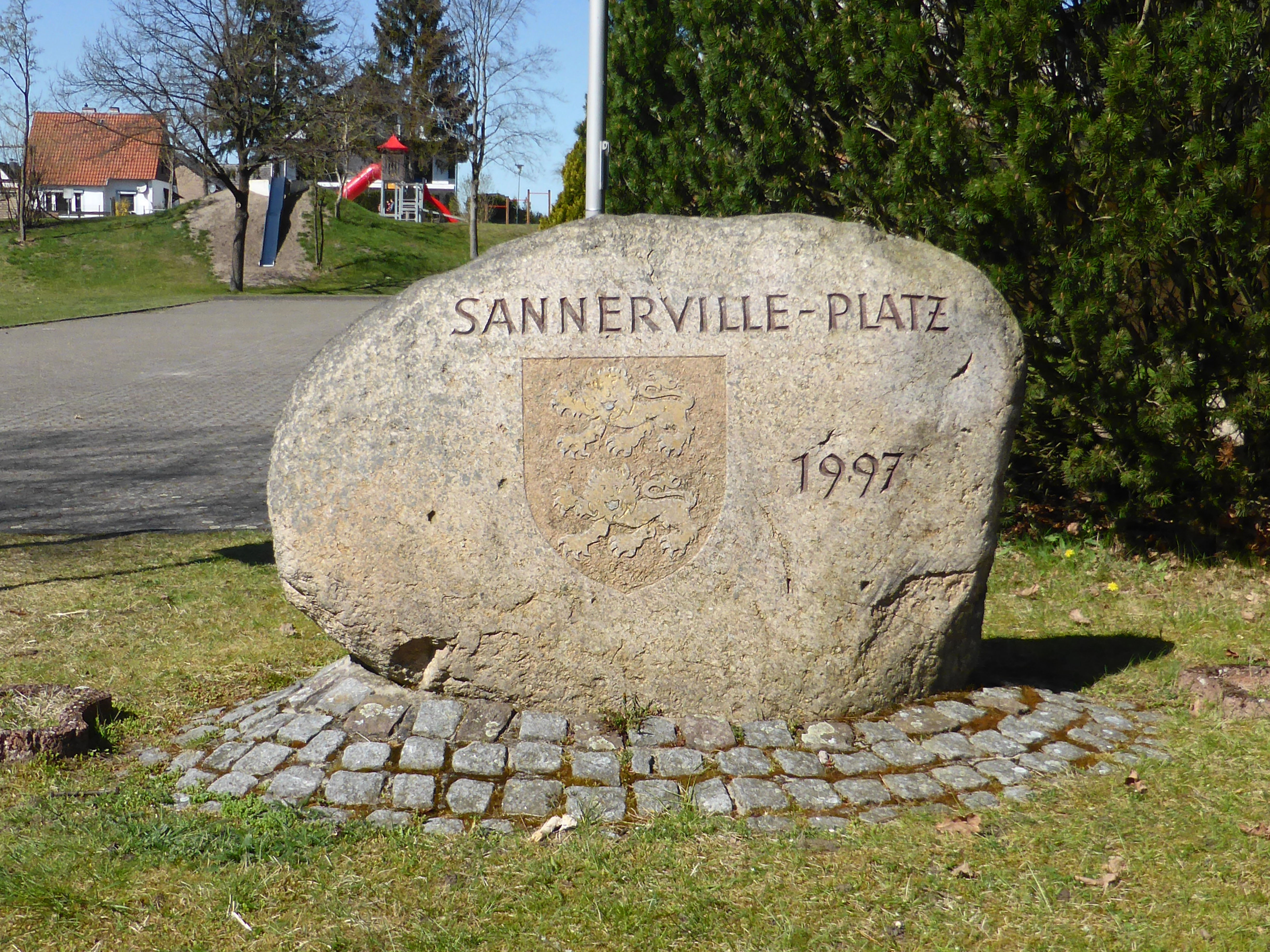
Sannerville-Gedenkstein in der Partnergemeinde Wagenhoff

Mit der belgischen Gemeinde Silly in der Provinz Hennegau besteht eine Gemeindepartnerschaft. Ebenso war die Gemeinde mit der niedersächsischen Samtgemeinde Wesendorf offiziell verpartnert, die Partnerschaft wird noch gepflegt.

## Persönlichkeiten
- Achille Ballière (1840–1905), Boulangist